# Jacques Birr
Pour les articles homonymes, voir Birr (homonymie).
 (avril 2024).
Jacques Birr (Paris, 14 octobre 1920 - Paris, 22 juin 2012) est un peintre et lithographe animalier contemporain.
Ancien ingénieur chimiste, il est chevalier de la Légion d'honneur, chevalier de l’ordre national du mérite et chevalier des Arts et des Lettres. Il pratique aussi le dessin et la sculpture. La Monnaie de Paris lui a consacré une grande rétrospective en 1997 intitulée « L’œil et la vie ».

## Origine familiale et jeunesse
Jacques Birr est né à Paris le 14 octobre 1910. Il obtient un diplôme d'ingénieur à l’école nationale supérieure de chimie de Paris et découvre la peinture très jeune, avec son père architecte.
Gravement malade pendant la Seconde Guerre mondiale, il réalise ses premiers dessins. Marié avec Jeannine Becker, il travaille chez Peychinet puis pour l’industrie des tissus imprimés.

## Carrière
En 1958, il se lance définitivement dans la peinture et s’intéresse tout de suite au thème de la nature. Il dessine d’abord au Jardin des Plantes puis au Jardin zoologique de Bâle en Suisse.
Sa première exposition a lieu en 1961 à la galerie Saint Placide à Paris. Il va travailler ensuite à l'Académie de la grande Chaumière sous la direction de Jean Aujame, avant d'exposer une deuxième fois en 1963 à la suite des succès remportés. Cette même année, il rencontre Henry de Montherlant en vue d’une illustration d'« Espana Sacrada » pour les bibliophiles de l’A.C.F., avec l’appui et le soutien de Roger Catin, délégué général de l’Union des Industries Textiles et de Xavier de la Fournière, conseiller de Paris. Pour cette illustration, il fait un séjour en Camargue chez Ricard et dessine des taureaux. Les 24 lithographies en couleur sortiront en 1967. Il se rend aussi régulièrement au zoo d'Anvers.
En 1964, il réalise son premier voyage en Espagne où il retournera deux fois, puis au zoo de Londres et de Francfort. Pour dessiner et peindre des crustacés vivants, il se rendra en Bretagne chez Jean Grivet, créateur de l’aquarium marin de Saint-Malo. Cette même année est charnière, car elle marque ses premiers essais à la peinture à l’huile directement devant motif. 
Il rencontre en 1965 Pierre Dehaye, directeur des Monnaies et Médailles, qui l’invite à réaliser des médailles. Sa toute première médaille intitulée « les fruits de mer » est exécutée la même année. Il en fera environ une quarantaine jusqu'en 1972.
En 1967, il rencontre Maurice Genevoix pour illustrer La Forêt perdue qui sortira en 1972 avec 22 lithographies en couleur pour le compte des Bibliophiles de l’Est à Strasbourg.
Jacques Birr décide de s’installer en 1969 en Normandie, dans un ancien moulin et, parallèlement à ses peintures animalières exécute également sur le motif des paysages - thèmes végétaux et floraux. Il se rend également peindre des animaux au Tertre Rouge chez Jacques Bouillault et des chevaux au haras du Pin ; il va régulièrement à Saint-Malo et à Roscoff pour peindre des crustacés vivants, ainsi qu’à Bâle et à Amsterdam.
En 1973 a lieu une importante exposition chez Durand-Ruel avec soixante peintures, ainsi qu'à l’hôtel du Grand Cerf à Évreux.
Une exposition au Musée de la Chasse, hôtel Guénégaud, est organisée en 1974 à la suite de laquelle une grande peinture représentant un vautour condor y est conservé de façon permanente. Elle sera suivie d'une première présentation de ses œuvres à la Monnaie de Paris dans le cadre de l’exposition “Bestiaires des Monnaies, des Sceaux et des Médailles”. Toute une salle est réservée à l’artiste pour une durée de quatre mois. Il réalise également l’affiche, la couverture du catalogue (une pieuvre) et la carte d’invitation du Ministère pour l’Exposition. Un total de 22 peintures exposées, en plus des vitrines de médailles, sur le thème de “l’animal dans les civilisations anciennes”.
En 1975, l’Imprimerie nationale édite le livre de Jean Dorst, directeur du Muséum et membre de l’Institut, L’Univers de la vie où sont reproduites 53 œuvres de l’artiste. Il s'agit du premier bestiaire édité par l’Imprimerie nationale depuis Buffon.
Le Centre National d’Art Contemporain, organisme qui a précédé le Centre Pompidou dit Beaubourg, achète une peinture de vautour.
À l'occasion de la sortie du timbre "Percheron" par Jacques Birr en 1978, le Musée Postal expose soixante de ses toiles. Cette même année, le peintre illustre aussi « les Bestiaires » de Henri de Montherlant, paru aux Éditions Gallimard.
En 1983, la Direction des Postes de Paris décide d'acquérir deux tableaux : 1) L’Institut, la nuit, pendant les travaux de reconstruction du Pont des Arts. 2) La Seine, vue du jour, avec les ponts, à la hauteur de l’Hôtel de Ville.
Exposition à la Galerie des Orfèvres à Paris : une soixantaine de médailles exécutées à la Monnaie de Paris, dont certaines en coins particuliers.
Roland Peugeot décide en 1986 d'acquérir une grande toile intitulée le Lion. Elle sera exposée de manière permanente au siège du Groupe Peugeot au 75 avenue de la Grande-Armée à Paris jusqu'au déménagement à Rueil-Malmaison en 2017.
Jacques Birr séjourne régulièrement dans les années 1990 à Vouvray au Domaine de la Barre où il prendra plaisir à peindre les vignes et coteaux de Touraine. 
Peintre animalier par excellence, Jacques Birr termine en 1997 l’écriture de son ouvrage « Seule la beauté demeure ».
Il meurt à dans le 16e arrondissement de Paris le 22 juin 2012.

## Distinctions
- Chevalier de la Légion d'honneur[Quand ?]
- Chevalier de l'ordre national du Mérite
- Chevalier de l'ordre des Arts et des Lettres